# 丰卷
丰卷（？—？），姬姓，丰氏，名卷，字子张，是公孙段的儿子，丰施的弟弟，郑国大夫。
前543年，丰卷准备祭祀，请求打猎获得祭品。为政子产不答应，说：“只有国君祭祀才用新猎取的野兽，一般人只要大致足够就可以了。”丰卷很生气，退出以后就召集士兵准备攻打子产。子产打算逃亡到晋国，当国罕虎阻止了他而驱逐了丰卷，丰卷逃亡到晋国。子产请求不要没收丰卷的田地住宅，三年以后让丰卷回国复位，把他的田地住宅和一切收入都退还给他。